# Vinařice (ort i Tjeckien, Mellersta Böhmen, lat 50,37, long 14,95)
Vinařice är en ort i Tjeckien.   Den ligger i regionen Mellersta Böhmen, i den centrala delen av landet, 50 km nordost om huvudstaden Prag. Vinařice ligger 297 meter över havet och antalet invånare är 248.
Terrängen runt Vinařice är huvudsakligen platt, men den allra närmaste omgivningen är kuperad. Vinařice ligger uppe på en höjd. Runt Vinařice är det ganska glesbefolkat, med 30 invånare per kvadratkilometer. Närmaste större samhälle är Mladá Boleslav, 5,4 km nordväst om Vinařice. Trakten runt Vinařice består till största delen av jordbruksmark.